# چاک ماسلی
چاک ماسلی (انگلیسی: Chuck Mosley؛ زادهٔ ۲۶ دسامبر ۱۹۵۹) موسیقی‌دان اهل ایالات متحده آمریکا است. او از سال ۱۹۷۹ میلادی تاکنون مشغول فعالیت بوده‌است.